# Hidraulikus emelő

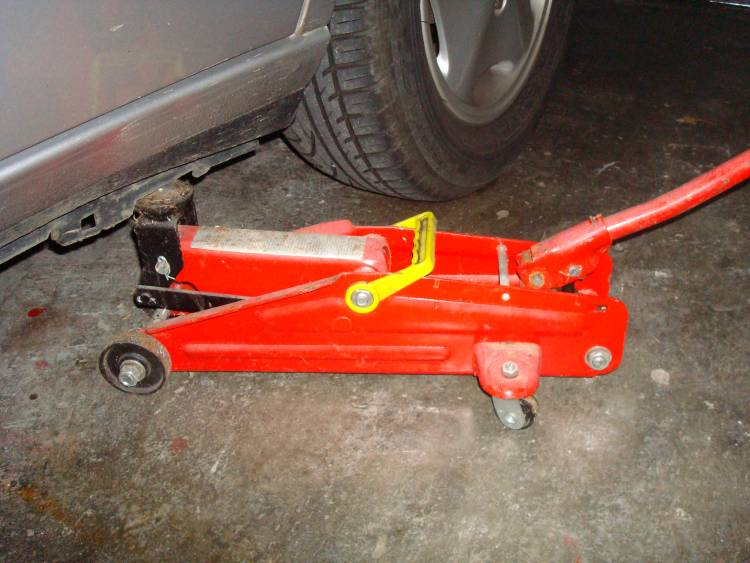
Folyadéknyomásos gépkocsi emelő

A hidraulikus emelő vagy hidraulikus sajtó gyakran használt eszköz kis (például kézi) erő megsokszorozására. Legegyszerűbb alakja egy kis keresztmetszetű henger, amely nagy keresztmetszetű hengerhez csatlakozik csővezetéken keresztül. A rendszert vízzel vagy olajjal, esetleg különleges hidraulikafolyadékkal töltik fel. A vékony hengerben kis erővel elmozdított dugattyú átnyomja a folyadékot a nagy hengerbe, amelynek dugattyúját sokkal nagyobb teherrel szemben képes elmozdítani.

## Működése

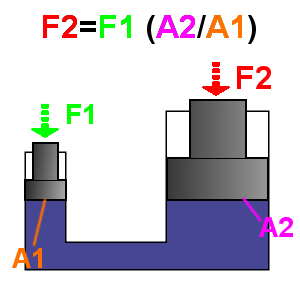
Hidraulikus emelő erőviszonyai

Legyen a kis henger keresztmetszete A1. Ha a benne mozgó dugattyúra F1 erővel hatunk, a folyadékban 
{\displaystyle p={\frac {F_{1}}{A_{1}}}}
nyomás ébred. Pascal törvénye szerint ugyanekkora nyomás hat a nagy henger A2 felületű dugattyújára is, így az 
{\displaystyle F_{2}=p\cdot A_{2}}
nagyságú terhet képes felemelni.
A két erő hányadosa az áttétel:
{\displaystyle i={\frac {F_{2}}{F_{1}}}={\frac {A_{2}}{A_{1}}}}
Ha a szivattyú dugattyúja lenyomásakor h1 utat tesz meg, az átpréselt folyadék mennyisége 
{\displaystyle V=A_{1}\cdot h_{1}}
lesz, ami a folyadék összenyomhatatlansága miatt megegyezik azzal a térfogattal, amennyi a munkadugattyú felemelkedése során a munkahengerbe kerül:
{\displaystyle V=A_{2}\cdot h_{2}}.
A fentiekből következik, hogy:
{\displaystyle {\frac {h_{1}}{h_{2}}}={\frac {F_{2}}{F_{1}}}},
ezt átrendezve a szivattyúba befektetett, illetve a munkadugattyú által szolgáltatott hasznos munkát kapjuk:
{\displaystyle L=h_{1}\cdot F_{1}=h_{2}\cdot F_{2}}.
Ez (a súrlódási és térfogati veszteségeket elhanyagolva) azt fejezi ki, hogy a befektetett munka egyenlő a kinyerhető energiával, vagyis az energiamegmaradás elvének felel meg.

## Alkalmazása
A hidraulikus emelő közismert alkalmazása a kézi működtetésű autóemelő, amely gépkocsi- és gumiabroncs-javító műhelyekben nélkülözhetetlen szerszám. Ezek az emelők a kis dugattyút szivattyúként használva egy olajtartályból szívják a folyadékot, majd benyomják a munkahengerbe, és ezzel fokozatosan felemelik a gépkocsit. A szívócsőbe épített visszacsapószelep lehetővé teszi a tartályból való szívást, de megakadályozza, hogy a nyomóütem során a kiszívott folyadék visszaáramoljon. A nyomócsőbe szerelt visszacsapószelep viszont azt akadályozza meg, hogy a szívóütem alatt visszasüllyedjen a munkahenger dugattyúja, azonban szabad utat enged a munkafolyadéknak a szivattyútól a munkahenger felé a nyomóütem folyamán. A szerelés befejeztével a gépkocsi leeresztéséhez egy megkerülővezeték kinyitásával a munkadugattyúra a gépkocsi súlyából eredő nyomás visszanyomja a hidraulikafolyadékot a tartályba, és az autó ismét saját kerekeire áll.
Ezen az elven több szerszám is működik. A raklapokat szállító kézi targonca, a béka szintén hidraulikus emelővel veszi fel a terhet. Általános célú emelőkkel igen nagy terheket, még épületeket, hidakat, nagy acélszerkezeteket is fel lehet emelni, amellett, hogy helyszükségletük kicsi. Kábelek kifeszítéséhez szintén különleges kiképzésű hidraulikus emelőket használnak. Látványos eredményeket érnek el a tűzoltók azokkal a hidraulikus ollókkal, amelyekkel balesetek során megsérült kocsik karosszériáját vágják szét a bennrekedt áldozatok kimentésére. A hidraulikus sajtónak pl. lemezalakítás vagy lemezből való kivágás esetén látjuk nagy hasznát.

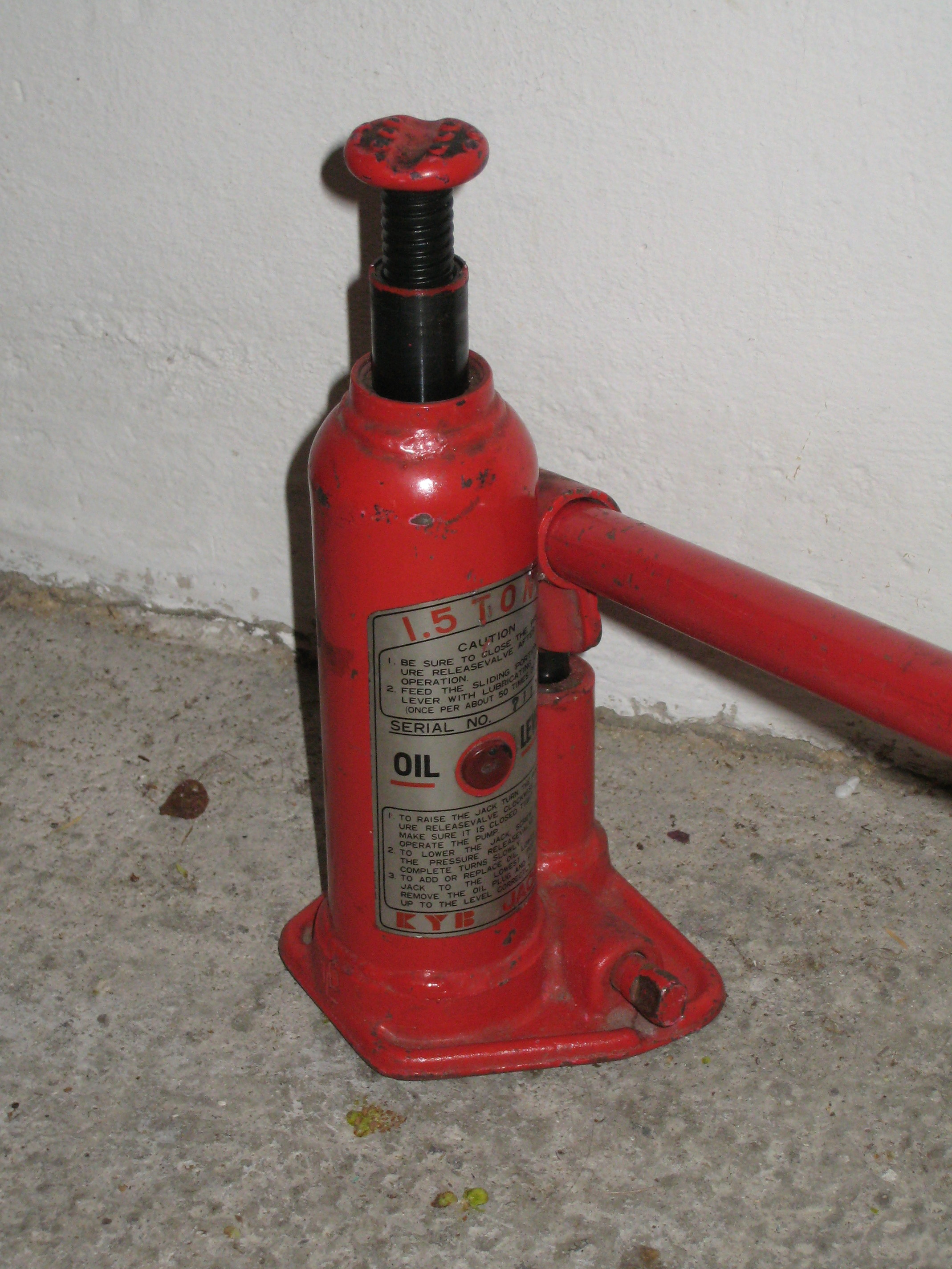
Hidraulikus emelő
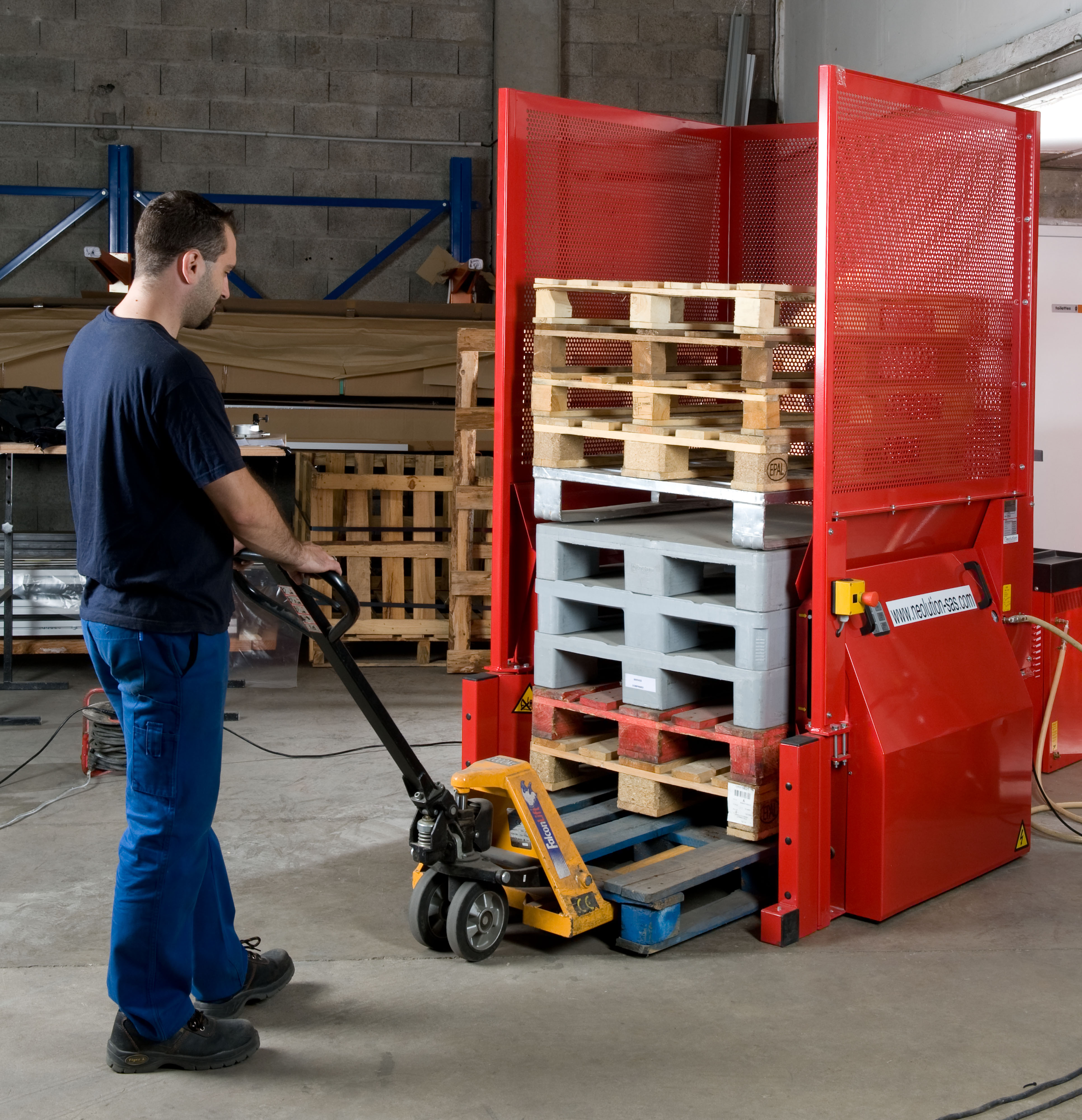
Béka: hidraulikus raklapemelő és -szállító kézikocsi
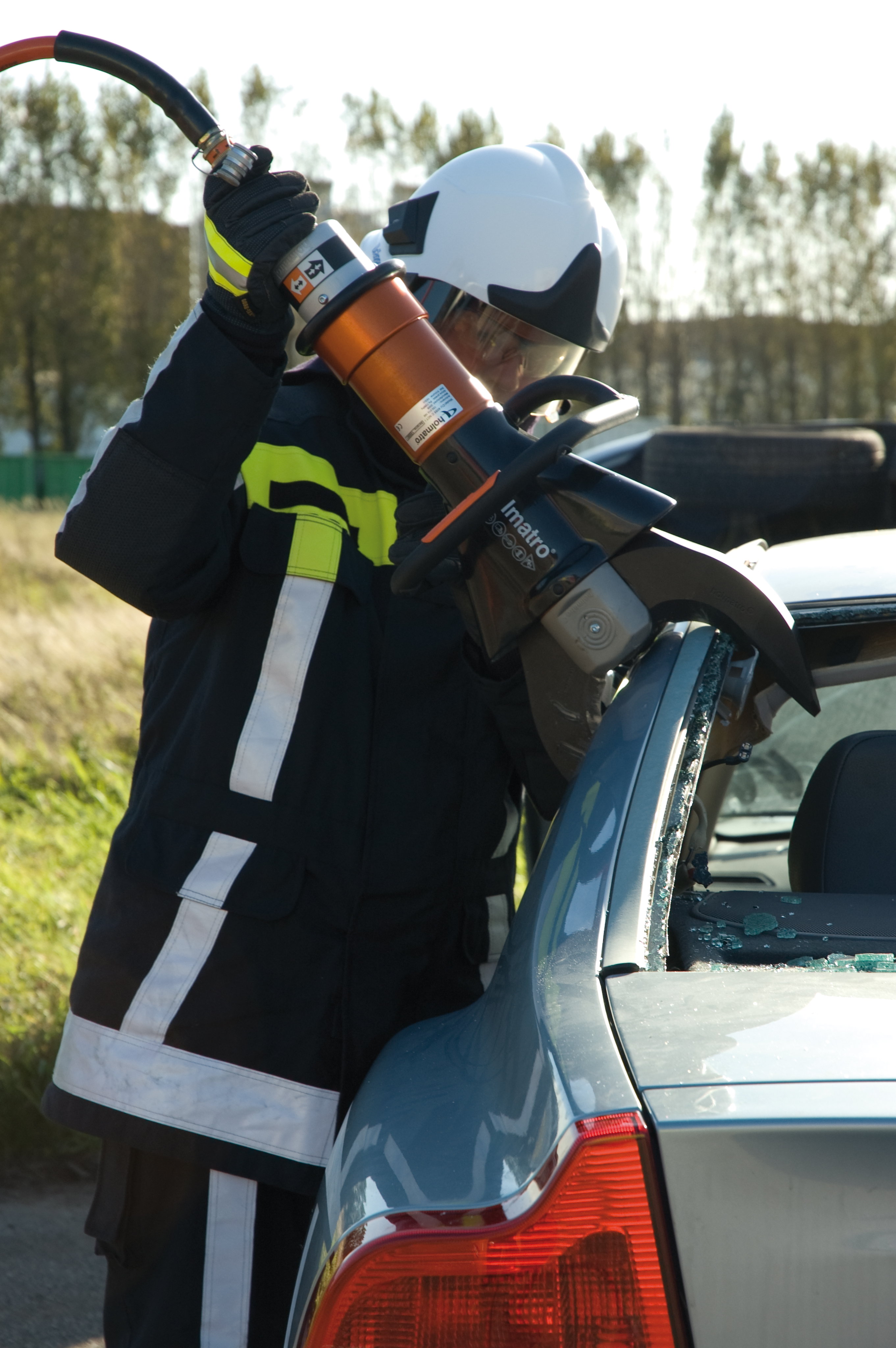
Hidraulikus olló
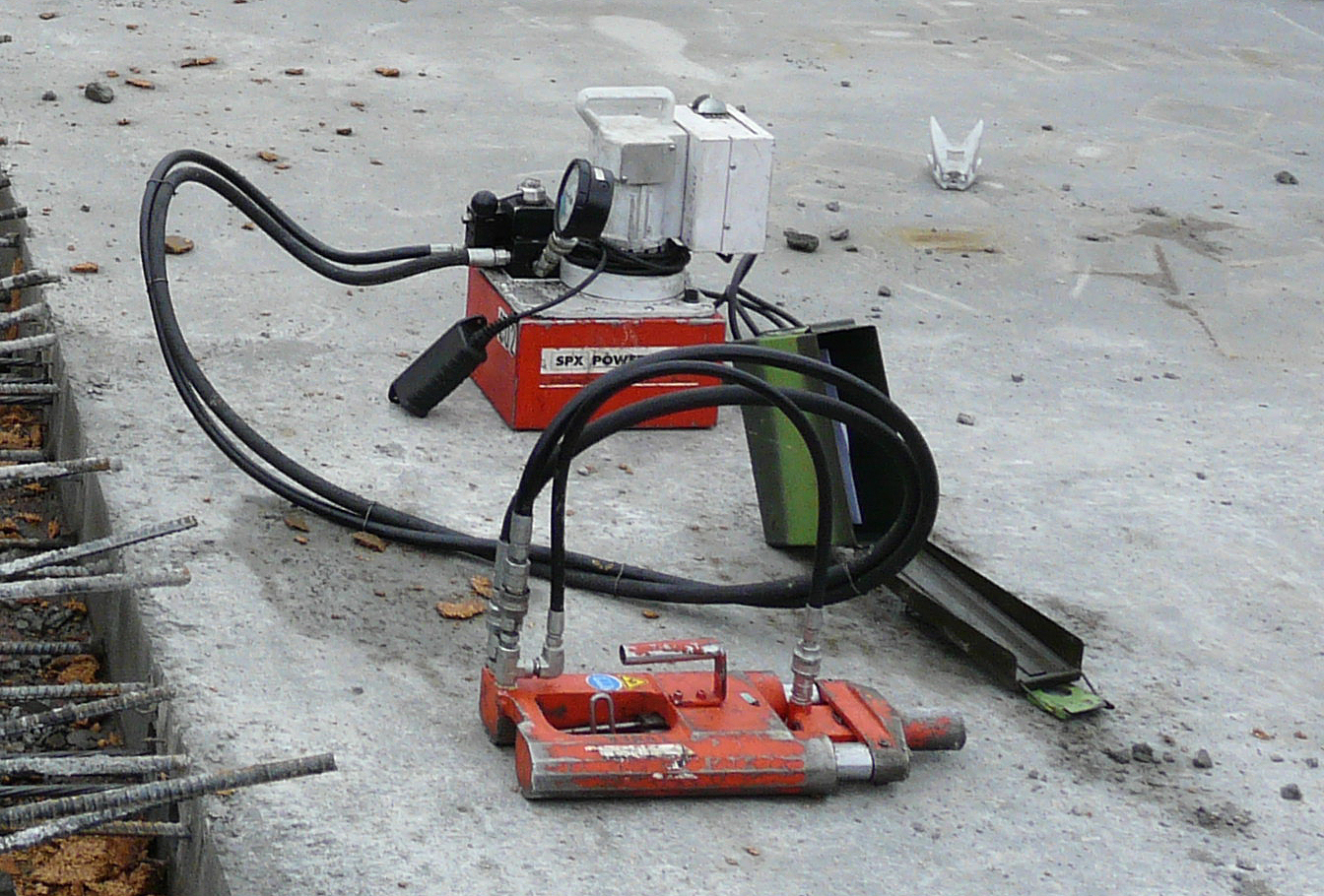
Vasbeton vasalás előfeszítésére használt hidraulikus szerszám
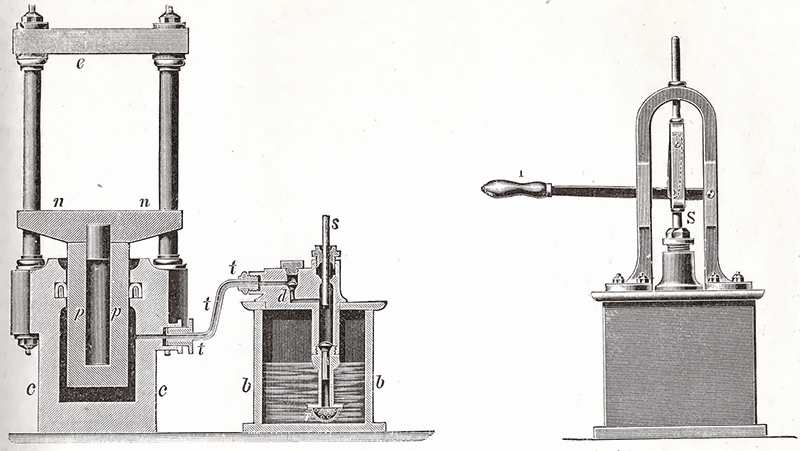
Hidraulikus sajtó vs. golyóssajtó